# 埃及电信
埃及电信（阿拉伯语：‎）是埃及主要的电信公司，是一家国营公司，由埃及通信和信息技术部运营。

## 历史
其历史可以追溯到英国殖民时期的英国东部电信公司（British Eastern Telegraph Company），它于1881年在开罗和亞歷山卓间架设了埃及的第一条电话线。同年，公司被埃及政府买下，成为其电话和电报局（Telephone and Telegraph Authority）。1957年，改由埃及电信部直接管辖，至今仍为国营公司。